# Карамзинка (Ульяновська область)
Карамзинка (рос. Карамзинка) — село в Майнському районі Ульяновської області Російської Федерації.
Населення становить 2 особи. Входить до складу муніципального утворення Гімовське сільське поселення.

## Історія
Від 2004 року входить до складу муніципального утворення Гімовське сільське поселення.

## Населення
| 2010 |
| ---- |
| 2    |